# Hans Gerber (Bildhauer)
Hans Gerber (* 15. Februar 1910 in Steffisburg; † 14. März 1978 in Buchillon) war ein Schweizer Bildhauer, Collagist und Zeichner.

## Leben und Werk
Hans Gerber durchlief das Kirchenfeldgymnasium in Bern und erlangte 1930 die Maturität. 1930 bis 1932 begann er an den Universitäten Bern, Lausanne und München das Studium der Anglistik. Unter dem Eindruck der Kunst Wilhelm Lehmbrucks entdeckte er die eigene künstlerische Begabung und trat ins Atelier des Bildhauers Hans Stangl in München ein. 
1934 liess er sich in Ascona nieder und schuf erste Portrait- und Kleinplastiken. 
1934 übersiedelte er nach Zürich, wo er dem Bildhauer Hermann Haller begegnete. Er wurde Mitglied der «Gesellschaft Schweizerischer Maler, Bildhauer und Architekten» und beteiligt sich an den Ausstellungen «Die junge Schweiz» im Kunsthaus Zürich und «Junge Berner Künstler» in der Kunsthalle Bern. Es folgten erste persönliche Ausstellungen in der «Galerie Palette» in Zürich. 
1950 übersiedelte er mit seinem Lebensgefährten, dem Schriftsteller, Aquarellisten und Zeichner, Hans Walter, nach Buchillon an den Genfersee.
1950 bis 1954 wandte er sich von der figürlichen Skulptur ab und schuf fortan reine Formenplastik. Begleitet wurde dieser Wandel durch ein reges zeichnerisches Schaffen.
Ab 1954 fand Hans Gerber zu einer künstlerischen Ausdrucksform, die er bis zu seinem Tod variantenreich weiterentwickelte: zur abstrakten Collage.
Hans Gerber präsentierte seine Werke regelmässig an Gemeinschafts- und Einzelausstellungen im In- und Ausland. Er zählte u. a. Gunter Böhmer, Tonio Ciolina, Rudolf de Crignis, Fernand Giauque, Walter Grab, Otto Lötscher, Hermann Plattner, Gottfried Tritten, Roman Tschabold und Jakob Stucki zu seinen Künstlerfreunden.

## Nachlass und Schenkungen
- Grössere Werkgruppen des nachgelassenen Werkes Hans Gerbers befinden sich im Kunstmuseum Thun, in der Kunstsammlung der Villa Schüpbach in Steffisburg sowie in der «Stiftung Hans Ulrich Schwaar» in Langnau i. E.
- Die Bibliothek des Schweizerischen Instituts für Kunstwissenschaft (SIK-ISEA) befindet sich im Besitz der Literatur über sein bildhauerisches Schaffen, über seine Collagen sowie über sein zeichnerisches Werk. Ferner befinden sich in der Dokumentationsabteilung von SIK-ISEA biographische Materialien zu Hans Gerber, ausgewählte Korrespondenz sowie Dokumente zu seiner Ausstellungstätigkeit.